# 喬治·蒂埃里·達讓利厄
喬治·蒂埃里·達讓利厄（法語：Georges Thierry d'Argenlieu，發音：[ʒɔʁʒ tjɛʁi daʁʒɑ̃ljø]；1889年8月7日—1964年9月7日），中文名“达尚礼”或“达让吕”，是一名赤腳加爾默羅修士、牧師、外交官、法國海軍軍官和海軍上將。

## 早年生涯
在1889年8月7日，喬治·達讓利厄出生於法國布雷斯特的一個海軍軍官家庭。在他17歲時，他加入了海軍學院。

## 外部連結
- worldatwar.net（页面存档备份，存于）
- . Ordre de la Liberation.   [2016-12-25]. （原始内容存档于2011-03-03） （法语）.